# Stellan Westerdahl
Stellan Westerdahl (Gotemburgo, 10 de novembro de 1935 — 27 de agosto de 2018) foi um velejador sueco, medalhista olímpico. Ele competiu nos Jogos Olímpicos de Verão de 1972 na classe Star e conquistou a medalha de prata ao lado de Pelle Petterson. Depois de se aposentar, Westerdahl trabalhou para a empresa de construção de iates de Petterson.